# (29706) Simonetta
(29706) Simonetta est un astéroïde de la ceinture principale.

## Description
(29706) Simonetta est un astéroïde de la ceinture principale. Il fut découvert le 25 décembre 1998 à San Marcello Pistoiese par Andrea Boattini et Luciano Tesi. Il présente une orbite caractérisée par un demi-grand axe de 2,36 UA, une excentricité de 0,24 et une inclinaison de 4,0° par rapport à l'écliptique.

## Compléments